# 百花深处
39°56′16″N 116°22′27″E / 39.9377155°N 116.3741447°E
百花深处是位于中国北京市西城区东北部的一条胡同。

## 简介
百花深处东起护国寺东巷，西至新街口南大街。清朝乾隆十五年（1750年）《乾隆京城全图》称“花局”。当为种植花卉的场所。光绪十一年（1885年）朱一新《京师坊巷志稿》改称“百花深处胡同”。中华民国时期，去“胡同”二字，径称“百花深处”。百花深处是北京街巷名称中极雅致者。
据传说，明朝有一对张姓夫妇在新街口南小巷内购买了二、三十亩空地种菜，后来在园中辟出土地，种植牡丹、荷花、秋菊、腊梅等花，四季皆有花开，常有人慕名前来赏花，此为“百花深处”得名之缘由。
老舍在《老张的哲学》里描写百花深处：“胡同是狭而长的。两旁都是用碎砖砌的墙。南墙少见日光，薄薄的长着一层绿苔，高处有隐隐的几条蜗牛爬过的银轨。往里走略觉宽敞一些，可是两旁的墙更破碎一些。”顾城作有《题百花深处》诗一首，“百花深处好，世人皆不晓。小院半壁阴，老庙三尺草。秋风未曾忘，又将落叶扫。此处胜桃源，只是人将老。”
百花深处16号是“百花录音棚”，始建于1980年代，是亚洲最好的录音棚之一。如今，该录音棚隶属于北京百卉千花文化传播有限公司。许多知名歌手及乐队曾在该录音棚录音。陈昇在该录音棚所录的歌曲《北京一夜》将百花深处写入了歌词：“不敢在午夜问路怕走到了百花深处”。据传说，陈昇从台湾飞到这里录歌，但几天进度都不如预期。一天晚上，陈昇独自出门溜达，嘴里说着“我哪惦北京，我哪惦北京”（台语，意思大概是我为何在北京），发音很像英文“One Night In Beijing”，陈昇乃突发灵感创作了歌曲《北京一夜》。
一些影视剧受到百花深处的影响，也以“百花深处”命名。比如2002年陈凯歌拍摄的微电影《百花深处》（英文名“100 Flowers Hidden Deep” ，该片为《十分钟，年华老去》中的一个短片）；2012年电视剧《百花深处》，由大连五洲影视有限公司出品，曾晓欣导演，冯远征、余少群、左小青主演。

## 图集
- 路牌
- 门牌号
- 百花深处东端，护国寺以北，自东向西拍摄
- 百花深处东端，护国寺以北，路北的平房屋檐